# Autostrada A281 (Niemcy)
Autostrada A281 (niem. Bundesautobahn 281 (BAB 281) także Autobahn 281 (A281)) – autostrada w Niemczech przebiegająca w całości po terenie Bremy i jest ostatnim fragmentem autostradowej obwodnicy Bremy.
A281 nazywana jest również Eckverbindung Bremen.